# Maya Lawrence
Maya Lawrence, född den 17 juli 1980 i New York, USA, är en amerikansk fäktare som ingick i USA:s lag som tog OS-brons i damernas lagtävling i värja i samband med de olympiska fäktningstävlingarna 2012 i London.